# Реформатская церковь (Рига)
Реформатская церковь (Рига) (улица Марсталю, 10) — рижский памятник эпохи барокко; церковь, расположенная в Старой Риге, историческом центре латвийской столицы.

## Архитектурная характеристика
В Риге строительство храма для представителей реформатского ответвления в протестантизме велось с 1727 по 1733 год по проекту лифляндского строительного мастера Кристофера Мейнерта (? — 1754). С точки зрения архитектурной характеристики рижская Реформатская церковь представляет собой однонефное каменное здание с деревянными перекрытиями. Крыша у храма высокая, двускатная; со стороны улицы Марсталю она прикрыта изящным щипцом, который венчается небольшой башенкой с куполом и внутренней галереей. Фасад церкви ритмически расчленён пилястрами, которые размещены на необычно высоком цоколе. Известно, что по окончании строительства оказалось, что пилястры слишком выбиваются за разрешённую линию фасада, поэтому архитектор вынужден был уплатить 10 талеров штрафа за нарушение канона. Можно говорить о том, что это единственный барочный храм современной Риги.
Портал для церкви, установленный в 1737 году, был изготовлен в Бремене. Его обрамляют ритмичные колонны дорического ордена, а украшением замкового камня надвратной арки является фигурка херувима. Также над входом в церковь имеется скульптурное изображение картуша с церковной печатью. На ней можно различить саму церковь, перед которой расположен алтарь, на котором горит огонь, а к нему летит голубка с оливковой ветвью в клюве, а над картиной видно божественное сияние. Подобные сакральные эмблемы являются частым украшением европейских реформатских церквей, в том числе и кенигсбергской.
Храм был перестроен в 1805 году; половина церковного зала была поднята до уровня второго этажа, а на первом этаже администрация церкви решила установить складские помещения. Две симметрично расположенные лестницы, размещённые в вестибюле, ведут на второй этаж. На стенах зала сохранились пилястры с первого периода строительства. Форма потолка напоминает зеркальный свод; под штукатуркой потолка в 1987 году были обнаружены любопытные образцы полихромной живописи. Алтарь, объединённый с церковной кафедрой, а также органный балкон были возведены во время второго этапа в 1805 в формах классицизма. В 1847 году в церкви был установлен орган фирмы Шульц. Шпиль церкви венчает изображение Вифлеемской звезды, изготовленной по заказу рижан в Брауншвейге.

## Предыстория строительства храма
Известно, что рижская община реформатов официально была образована 11 июля 1668 года. Тогда она объединяла около 30 человек, но с каждым годом количество членов организации возрастало. Долгое время приверженцы этого направления в протестантизме в Риге не имели право претендовать на бюргерство; против них также действовал ряд дискриминационных законов, изданных рижским магистратом. Известно, что во время первого визита Петра I в Ригу старейшина общины реформатов Антон Тиринг пригласил русского царя к себе в гости и буквально умолял его одобрить строительство первого в городе реформатского храма. Российский монарх высказал устное обещание активно способствовать возведению церкви и, вероятно, дал рекомендации магистрату решить этот вопрос, однако обитатели Ратуши довольно долго саботировали это предложение.
В августе 1722 года господин Тиринг вторично подаёт прошение царю и на этот раз в ответ на просьбу рижских реформатов следует письменный ответ, а вслед за началом переписки генерал-губернатор Риги Аникита Репнин даёт официальное письменное указание главному органу городской власти «по приказу его императорского величества разрешить реформаторам строить свою церковь, открыть школу и беспрепятственно проводить богослужения». Фактически впервые в истории городская реформатская община получила право на отправление религиозного культа. В 1725 году община за свои деньги покупает участок земли на улице Тиргоню. На этом участке располагался старый дом, пришедший в запустение. Начались работы по созданию проекта для храма. Строительных дел мастер Мартин Энгелер представил свой проект с фахверковой конструкцией и уже даже был найден мастер, который должен был руководить ходом строительных работ, однако строительство так и не началось, поскольку реформатская община смогла выкупить более крупный участок земли на перекрёстке Марсталю и Алксная. На продажу с аукциона был выставлен один из домов, принадлежавший зажиточной остзейской семье Эссенов. Община предпочла этот более свободный участок, потому что на Тиргоню потенциальный храм оказался бы зажатым между двумя зданиями. Заказ на проект и выполнение строительных работ получил Кристофер Мейнарт, дед значимого рижского архитектора Кристофа Хаберланда, который во второй половине XVIII столетия принёс в Ригу бюргерский классицизм. Купцы-реформаты из Данцига, Митавы, Амстердама и других европейских центров выделяли пожертвования на строительство рижского храма.

## Работы по строительству
Для того, чтобы заложить фундамент храма, надо было провести работы, связанные со стабилизацией почвы, поэтому торжественный момент закладки первого камня несколько затянулся, однако в августе 1727 года церемония состоялась. Строительные работы продолжались более трёх лет. Кирпичи частично были присланы из Любека; также в возведении нового храма принимал участие магистрат, оплативший часть материалов. Доломит, добытый на острове Эзель и использованный в строительстве, был предоставлен семьёй барона Гульденштуббе. Фигурные кирпичи для внутреннего обрамления были созданы русским рижским мастером Василием Михайловичем Карповским. Также для перекрытий необходимо было дерево, которое было предоставлено известным в Риге старейшиной цеха браковщиков мачт латышом Иоганном Штейнгауэром, другом Петра Первого.

## Дальнейшая история церкви
Первое богослужение состоялось в 1733 году. Церковь просуществовала девять лет, после чего она пострадала от опустошительного пожара, который вспыхнул в соседнем здании и с крыши перекинулся на здание храма. В результате огненной стихии полностью сгорела крыша и погибло почти всё внутреннее убранство; выгорели окна и двери, лопнули стёкла. Реформатская община для проведения богослужений вынуждена была использовать залы, которые она арендовала у владельцев. Реставрационные работы в 40-е годы XVIII века продолжались довольно долго, но в итоге помещение церкви обрело новое убранство, появились резные скамьи, алтарь, богато декорированный балкон.
В XIX столетии члены общины начали испытывать острый недостаток в финансовых средствах; у многих торговцев-прихожан появились неоплаченные счета. Именно поэтому протестанты пришли к выводу, что помещение церкви может быть использовано не только для проведения служб, но и для зарабатывания денег. Первый этаж был перестроен и приспособлен для хранения товаров. Чердак и подвал храма также были переоборудованы под склад, а богослужения теперь проходили на втором этаже, где был обустроен новый зал для служб. Новая кафедра была сооружена городским плотником Фассхауэром, который взял за образец роскошную кафедру рижской церкви Святого Петра, созданную из каррерского мрамора Кристофом Хаберландом. Эта кафедра не сохранилась, однако благодаря Фассхауэру в Реформатской церкви можно увидеть её упрощённую копию,  выполненную из дерева и раскрашенную под мрамор.
В 1845 году Реформатская церковь стала первым рижским храмом, в котором было проведено отопление. Вестибюль храма примерно в это же время также подвергся перестройке — был сооружён массивный портик, а на второй этаж в два марша были проведены высокие, широкие и слегка закруглённые деревянные лестницы. В таком виде церковь просуществовала вплоть до 1960-х годов. После установления парламентской Латвии в начале 1920-х Реформатская церковь официально вышла из-под протектората лютеранской церкви и фактически оказалась предоставленной самой себе. В основном сторонниками реформатской концепции были представители прибалтийско-немецкой общины, которые смогли оплатить небольшую реставрацию храма в 1933 году (ремонт был приурочен к 200-летнему юбилею храма), а в 1939 году вся община репатриировалась и церковь была передана в ведение небольшой латышской лютеранской общины.
По одной из версий, пастор Реформатской церкви Густав Шаурумс в начале июля 1941 года, когда Рига была оккупирована немецкими войсками, защитил синагогу Пейтау-шул от «карательной» акции, направленной против еврейского населения (поджог всех рижских синагог и молельных домов 4 июля, в котором активное участие приняли отряды латышских коллаборационистов). Формальным поводом для сохранения Пейтау-шул стало расположение поблизости памятников немецкой архитектуры, в том числе и Реформатской церкви.
После окончания военных действий к лютеранской общине Реформатской церкви присоединились два других лютеранских прихода — Вифлеемский и Братский. Через некоторое время лютеранская община переехала в здание методистов на улице Слокас, а Реформатскую церковь, пришедшую в запустение в военные годы, решено было отреставрировать и адаптировать для нужд студии грамзаписи «Мелодия». С 1965 года в помещении церкви, обладавшей великолепной акустикой, записывались ведущие латвийские музыкальные коллективы, в том числе и многие фольклорные ансамбли. Для этой студии советская администрация закупила фактически самое современное и мощное оборудование в Европе — микрофоны из Швейцарии, колонки и магнитофоны самого высокого качества. Впервые в истории СССР в этой церкви была произведена стереофоническая запись (было записано выступление болгарского хора «Гусна»).
В 1984 году начались масштабные реставрационные работы по системному благоустройству района Старого города в окрестностях улицы Алксная при активном участии польской реставрационной фирмы PKZ, которые получили заказ на проведение реконструкции здания храма. Были существенно обновлены окна, стены, украшения интерьера; из Торуни были привезены витражи, выполненные по историческим документам.
В 2001 году был отремонтирован церковный орган фирмы Шульц.